# Comitatul Tulare, California
Comitatul Tulare, în engleză, Tulare County (/tʊˈlɛəri/) este unul din cele 58 de comitate actuale ale statului american California.
Conform Recensământului Statelor Unite din 2010 (en  2010 Census), populația comitatului fusese de 442.179 locuitori, la data de 1 aprilie 2010, data înregistrării datelor, crescând de la 368.021, data înregistrării ecensământului anterior, cel din anul 2000 (en  2000 Census). Orașul Visalia este reședința comitatului.
Numele comitatului a fost dat după lacul omonim, Lacul Tulare (en  Tulare Lake), cândva aflat printre cele mai mari surse de apă dulce, din Statele Unite, la vest de Marile Lacuri. Folosit relativ intensiv pentru nevoile agriculturii din zonă, lacul, astăzi sensibil redus, se găsește în comitatul vecin Comitatul Kings (în original, en  Kings County), comitat creat în 1893 din porțiunea vestică a fostului comitat, pe atunci mult mai mare, Tulare County.
Comitatul Tulare conține Zona statistică metropolitană (ZSM - în original, en  Metropolitan Statistical Area) cunoscută ca ZSM Visalia-Porterville, California. Comitatul se găsește la sud de Fresno, întinzându-se dinspre Valea San Joaquin (en  San Joaquin Valley), la est, și munții Sierra Nevada, la vest.
Parcul Național Sequoia (en  Sequoia National Park) se găsește în cea mai mare parte a sa pe teritoriul comitatului, fiind parte a Parcului Național al Canionului King (en  Kings Canyon National Park). În partea sa de nordest, Parcul Național Sequoia este comun comitatului Tulane și comitatului Fresno, iar în partea sa unde se află Comitatul Inyo, Muntele Whitley (en  Mount Whitney) este comun ambeleor comitate.

## Populație

### Populația pe localități
Listarea populației comitatului este bazată pe Recensământul Statelor Unite din 2010 (en  2010 Census) al Comitatului Tulare.
† - reședință de comitat (county seat)
| Ordine (Rank) | Localitate - Oraș (City/Town/CDP) | Tipul de localitate (Municipal type) | Populație (2010 Census) |
| ------------- | --------------------------------- | ------------------------------------ | ----------------------- |
| 1             | † Visalia                         | Oraș - City                          | 124.442                 |
| 2             | Tulare                            | Oraș - City                          | 59.278                  |
| 3             | Porterville                       | Oraș - City                          | 60.070                  |
| 4             | Dinuba                            | Oraș - City                          | 21.453                  |
| 5             | Lindsay                           | Oraș - City                          | 11.768                  |
| 6             | Farmersville                      | Oraș - City                          | 10.588                  |
| 7             | Exeter                            | Oraș - City                          | 10.334                  |
| 8             | Orosi                             | LDR - CDP                            | 8.778                   |
| 9             | Earlimart                         | CDP                                  | 8,357                   |
| 10            | East Porterville                  | CDP                                  | 7,331                   |
| 11            | Woodlake                          | City                                 | 7,279                   |
| 12            | Cutler                            | CDP                                  | 5,000                   |
| 13            | Ivanhoe                           | CDP                                  | 4,495                   |
| t-14          | Pixley                            | CDP                                  | 3,310                   |
| t-14          | Terra Bella                       | CDP                                  | 3,310                   |
| 15            | Goshen                            | CDP                                  | 3,006                   |
| 16            | Richgrove                         | CDP                                  | 2,882                   |
| 17            | Strathmore                        | CDP                                  | 2,819                   |
| 18            | Tipton                            | CDP                                  | 2,543                   |
| 19            | Poplar-Cotton Center              | CDP                                  | 2,470                   |
| 20            | Three Rivers                      | CDP                                  | 2,182                   |
| 21            | London                            | CDP                                  | 1,869                   |
| 22            | Patterson Tract                   | CDP                                  | 1,752                   |
| 23            | Woodville                         | CDP                                  | 1,740                   |
| 24            | Teviston                          | CDP                                  | 1,214                   |
| 25            | Matheny                           | CDP                                  | 1,212                   |
| 26            | Tule River Reservation            | AIAN                                 | 1,049                   |
| 27            | Alpaugh                           | CDP                                  | 1,026                   |
| 28            | Plainview                         | CDP                                  | 945                     |
| 29            | Springville                       | CDP                                  | 934                     |
| 30            | Linnell Camp                      | CDP                                  | 849                     |
| 31            | East Tulare Villa                 | CDP                                  | 778                     |
| 32            | Sultana                           | CDP                                  | 775                     |
| 33            | Traver                            | CDP                                  | 713                     |
| 34            | Ducor                             | CDP                                  | 612                     |
| 35            | West Goshen                       | CDP                                  | 511                     |
| 36            | East Orosi                        | CDP                                  | 495                     |
| 37            | Seville                           | CDP                                  | 480                     |
| 38            | Allensworth                       | CDP                                  | 471                     |
| 39            | Delft Colony                      | CDP                                  | 454                     |
| 40            | Lindcove                          | CDP                                  | 406                     |
| 41            | Tooleville                        | CDP                                  | 339                     |
| 42            | Tonyville                         | CDP                                  | 316                     |
| 43            | Lemon Cove                        | CDP                                  | 308                     |
| 44            | Yettem                            | CDP                                  | 211                     |
| 45            | Monson                            | CDP                                  | 188                     |
| 46            | Pine Flat                         | CDP                                  | 166                     |
| 47            | Rodriguez Camp                    | CDP                                  | 156                     |
| 48            | El Rancho                         | CDP                                  | 124                     |
| 49            | Waukena                           | CDP                                  | 108                     |
| 50            | Camp Nelson                       | CDP                                  | 97                      |
| 51            | Pierpoint                         | CDP                                  | 52                      |
| 52            | Idlewild                          | CDP                                  | 43                      |
| 53            | Panorama Heights                  | CDP                                  | 41                      |
| 54            | California Hot Springs            | CDP                                  | 37                      |
| 55            | Hartland                          | CDP                                  | 30                      |
| 56            | Kennedy Meadows                   | CDP                                  | 28                      |
| 57            | Sugarloaf Saw Mill                | CDP                                  | 18                      |
| 58            | Ponderosa                         | CDP                                  | 16                      |
| t-59          | McClenney Tract                   | CDP                                  | 10                      |
| t-59          | Posey                             | CDP                                  | 10                      |
| t-59          | Sequoia Crest                     | CDP                                  | 10                      |
| t-59          | Sugarloaf Village                 | CDP                                  | 10                      |
| 60            | Poso Park                         | CDP                                  | 9                       |
| 61            | Wilsonia                          | CDP                                  | 5                       |
| t-62          | Cedar Slope                       | CDP                                  | 0                       |
| t-62          | Silver City                       | CDP                                  | 0                       |
| t-62          | Sugarloaf Mountain Park           | CDP                                  | 0                       |